# Armatocereus riomajensis
Armatocereus riomajensis ist eine Pflanzenart in der Gattung Armatocereus aus der Familie der Kakteengewächse (Cactaceae). Das Artepitheton riomajensis verweist auf das Verbreitungsgebiet der Art, das Tal des Río Majes in Peru.

## Beschreibung
Armatocereus riomajensis wächst strauchig bis baumförmig mit dunkel graugrünen Trieben und erreicht Wuchshöhen von bis zu 2 Meter. Es sind sieben bis neun schmale Rippen vorhanden, die bis zu  2 Zentimeter hoch sind. Die grauen Dornen besitzen eine dunklere Spitze. Die ein bis vier, gelegentlich verdrehten oder kantigen Mitteldornen weisen eine Länge von bis zu 12 Zentimeter auf. Die zehn bis 15 Randdornen sind bis zu 10 Millimeter lang.
Die  weißen Blüten sind 8 bis 10 Zentimeter lang. Die Früchte sind bis zu 13 Zentimeter lang und erreichen einen Durchmesser von 5 Zentimeter. Sie sind mit bis zu 4 Zentimeter langen, grauvioletten Dornen besetzt.

## Verbreitung, Systematik und Gefährdung
Armatocereus riomajensis ist in der peruanischen Region Arequipa im Tal des Río Majes verbreitet.
Die Erstbeschreibung erfolgte 1957 durch Werner Rauh und Curt Backeberg.
In der Roten Liste gefährdeter Arten der IUCN wird die Art als „Least Concern (LC)“, d. h. als nicht gefährdet geführt.

## Nachweise